# Završje (żupania pożedzko-slawońska)
Završje – wieś w Chorwacji, w żupanii pożedzko-slawońskiej, w gminie Brestovac. W 2011 roku liczyła 323 mieszkańców.